# Daingean
Daingean (iriska: An Daingean) tidigare Philipstown, är en ort i grevskapet Offaly på Irland. Orten var huvudort i King's County, som grevskapet Offaly en gång kallades. Den ligger mittemellan orterna Tullamore och Edenderry, längs vägen R402. Tätorten (settlement) Daingean hade 1 077 invånare vid folkräkningen 2016.